# L-гра

Дошка для L-гри. Початкова позиція

L-гра — проста настільна стратегічна гра, яку винайшов Едвард де Боно. Вперше він її описав у своїй книзі «The Five-Day Course in Thinking» (П'ятиденний курс мислення) у 1967 році.

## Історія виникнення
Едвард де Боно обідав із математиком професором Літлвудом. Розмова зайшла за ігри й обидва вчених погодилися, що шахи надто складні і що це шкодить естетиці гри. Де Боно поставив собі за мету винайти гру, яка була б і максимально простою, і залежала від рівня майстерності гравця. Результатом стала L-гра.

## Опис гри
L-гра призначена для двох гравців. Ігрове поле — дошка розміром 4 × 4 квадрати. Кожен гравець має L-подібну фігуру розміром 3 × 2 квадрати. Також є дві нейтральні фігури розміром 1 × 1 квадрат (на схемі зображені у вигляді чорних дисків).

### Правила гри
Під час кожного свого ходу гравець повинен спершу перемістити власну L-подібну фігуру, а потім (необов'язково) може перемістити одну із нейтральних фігур. Гра вважається виграною, коли суперник не може перемістити свою L-подібну фігуру на нову позицію.
Фігури не можуть перекривати одна одну — ні повністю, ні частково. Для переміщення L-подібної фігури її підіймають, а потім поміщають у порожні квадрати в будь-якому місці на ігровому полі. При цьому її можна повертати або навіть перевернути, єдиним правилом є те, що вона повинна опинитися в позиції, що відрізняється від позиції фігури перед початком ходу. Таким чином, має бути зайнятий принаймні один квадрат, де раніше не було фігури. Для переміщення нейтральної фігури гравець просто бере її та поміщає на порожній квадрат у будь-якому місці ігрового поля.

## Аналіз

Всі можливі кінцеві положення фігур, перемога синього гравця

Всі позиції (хід червоного гравця), коли червоний програє ідеальному синьому, і максимальне число ходів, що залишилися червоному гравцеві

У грі з двома ідеальними гравцями жоден із них ніколи не виграє та не програє. Існує 2296 різних способів, якими можна розташувати фігури (без врахування можливостей обертання або дзеркального розташування в новому способі розташування фігур; а також з врахуванням взаємозамінності нейтральних фігур). Будь-яке розташування фігур може виникнути під час гри у кожного з гравців. Кожен гравець програє у 15 зображених на малюнку позиціях, якщо зараз його хід (на малюнку його фігура показана червоним кольором). У кожному випадку фігура того, хто програє, торкається кутка поля.
На другому малюнку зображені 14 позицій, де червоний програє ідеальному синьому.

## Ігрові стратегії
Таким чином, переможна стратегія полягає в тому, щоб:
— уникати ставити власну фігуру на кутні клітинки (і особливо таким чином, що фігура має повний контакт з краями поля;
— використовувати нейтральні фігури, аби заблокувати опоненту доступ до безпечних зон.
Однією з основних стратегій є використання нейтральної фігури та власної L-подібної фігури, щоб заблокувати частину поля розміром 3 × 3 квадрати в одному з кутів, і використання іншої нейтральної фігури, щоб не дозволити L-подібній фігурі суперника перейти у дзеркальне положення. Інша стратегія полягає у блокуванні L-подібною фігурою половини поля, з подальшим використанням нейтральних фігур, щоб запобігти можливим змінам позиції супротивника.
Ці позиції часто можуть бути досягнуті у випадку, коли нейтральна фігура залишається на одному із восьми «вбивць простору» по периметру дошки. «Вбивці простору» — клітинки по периметру поля, але не в кутку. На наступний хід гравець або робить попередньо зайнятого «вбивцю» частиною власного квадрата, або використовує його, щоб блокувати позиції по периметру, а далі робить блокування квадрату або половини поля за допомогою власної L-подібної фігури та переміщення нейтральної фігури.

## Варіації гри

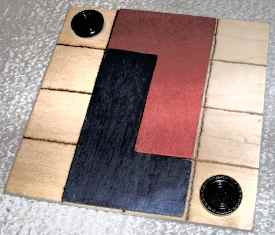
Саморобна дошка для гри

Крім описаного вище класичного варіанту, можлива певна видозміна правил. Наприклад, гра на рахунок. При такій грі зафарбовують чотири квадрати в одному куті дошки; ігровий процес протікає, як і при звичайних правилах. Однак гравець, який зумів поставити свою фігуру на зафарбоване поле, отримує бали (скільки зафарбованих клітинок зайнято, стільки й балів). Якщо гравець блокує опонента, і тому не залишається ходів, він отримує 5 балів і фігури повертаються на стартову позицію. Процес триває до того, як одним із гравців буде набрано узгоджену заздалегідь кількість балів.
У іншому варіанті гри перемагає той, хто поставить свою фігуру симетрично до фігури опонента.

## Версії гри
Хоча гра вже офіційно не випускається, однак її нескладно змайструвати власноруч. Існують версії гри (в класичному варіанті) для пристроїв на базі IOS та Android
(під назвою LQ), та численні онлайн-версії гри.